# Епархиальное женское училище (Пермь)
Епархиальное женское училище — женское училище в Перми, существовавшее в конце XIX — начале XX веков.

## История
В конце XIX века в России начали открываться епархиальные женские училища в которых готовили учительниц, преподававших в церковно-приходских школах. Будущих учительниц набирали в семьях священнослужителей. Этот процесс не обошёл Пермь стороной, и 12 декабря 1889 года был издан указ по открытию в городе такого училища. Для этого у вдовы полковника Пеннинского было приобретено каменное одноэтажное здание на углу Соликамской и Петропавловской улиц, которое до этого занимала станция вольных почт.
Здание было надстроено вторым этажом и расширено по Соликамской улице по проекту архитектора А. Б. Турчевича. Далее по Соликамской улице находился дом Протопоповой, которая владела угольными шахтами, а этот дом сдавала в наём акцизному управлению, но согласилась уступить будущему училищу.
Торжественное открытие Епархиального училища состоялось 16 сентября 1891 года, а три года спустя была освящена построенная здесь домовая церковь во имя святых Софии, Веры, Надежды, Любови. Первой и единственной начальницей училища от его открытия до закрытия в 1918 году была Первушина Любовь Васильевна. Для помощи нуждающимся ученицам в 1898 году было создано общество вспомоществования. В период 1909—1917 годов секретарём этого общества был В. С. Верхоланцев (1879—1947), пермский летописец, кандидат богословия. Училище управлялось выборным Советом.
Обучение учениц было многоплановым. В училище преподавали как естественно-научные дисциплины — физику, природоведение, арифметику, географию, так и гуманитарные — педагогику, дидактику, чистописание, законоведение, историю, пение (церковное и светское), музыкальную грамоту и рисование. Для прохождения ученицами педагогической практики на углу улиц Покровской и Соликамской построили деревянный одноэтажный дом с мезонином, в котором разместили церковно-приходскую школу, в которой преподавали ученицы старших курсов (за исключением музыки, пения и закона Божьего, которые вели учителя).
Многие ученицы и их воспитательницы жили здесь же при училище, число обучавшихся возрастало, и вскоре им стало не хватать места. Поэтому старый дом Протопоповой был в 1905 году снесён, а на его месте по проекту А. Б. Турчевича было заложено новое трёхэтажное здание, однако из-за недостатка финансирования его открытие затянулось до 1913 года. В 1916 году в Епархиальном училище обучались 348 учениц.
После Октябрьской революции, 11 декабря 1917 года, постановлением Народного комиссариата по просвещению Епархиальное училище было закрыто. В новом здании в 1920-х годах располагалось управление техникумов, затем — педагогический и фармацевтический техникумы. В старом же здании находились художественный и промышленно-экономический техникумы, а в 1930-е годы — библиотечный техникум и школа № 26.
В годы Великой Отечественной войны с 1942 года в старом здании находился госпиталь для инвалидов. В 1945 году здание, надстроенное третьим этажом, заняло хореографическое училище, созданное на базе эвакуированного из Ленинграда Академического театра оперы и балета им. С. М. Кирова (в настоящее время — Мариинский театр). Деревянное здание церковно-приходской школы после Революции занимал художественный техникум. Оно погибло в пожаре в 1931 году.
Ныне в бывшем здании Епархиального училище находится Пермский государственный хореографический колледж.